# NGC 1483
NGC 1483 أو إن جي سي 1483 هيَ مجرة حلزونية ضلعية في الجُزء الجنوبي من كوكبة الساعة وهي عُضو في مجموعة دورادو. يتميز سَديم هذه المجرة بوجود حوصلة مجرية مركزية ساطعة ومُنتشرة مع وجود مناطق مُتميزة لولادة النجوم.